# Kang (Botswana)
Kang est une localité du District de Kgalagadi au Botswana. Elle est située dans le Désert du Kalahari entre les villes de Ghanzi au Nord et de Sekoma au Sud. Kang est la porte d'entrée de la réserve du Kalahari au Botswana. 
Lors du recensement de 2011, Kang comptait 5 985 habitants.